# Paolo Rudelli
Paolo Rudelli né le 16 juillet 1970, est un prélat catholique italien, nonce apostolique en Colombie (en) depuis juillet 2023.

## Biographie
Paolo Rudelli est originaire de la paroisse de Gandino dans la province de Bergame en Italie. Le 10 juin 1995, il est ordonné prêtre et est incardiné dans le diocèse de Bergame, il termine ses études de théologie à l'Université pontificale grégorienne de Rome, où il obtient un doctorat en théologie morale et une licence en droit canonique. En 1998 il commence sa préparation pour le service diplomatique de l'Académie pontificale ecclésiastique. Le 1er juillet 2001, il entre au service de la diplomatie vaticane, tour à tour comme secrétaire du nonce apostolique en Équateur (en) (2001-2003) et en Pologne (2003-2006).
En 2005 il est nommé chapelain de Sa Sainteté par le pape Benoît XVI.
Le 20 septembre 2014 il est nommé par le pape François, observateur permanent au Conseil de l'Europe à Strasbourg, succédant à Mgr Aldo Giordano.
Le 1er octobre 2014, le pape François lui confère le titre de Prélat d'honneur de Sa Sainteté
Le 3 septembre 2019, il est nommé nonce apostolique et reçoit le titre d'archevêque titulaire de Mesembria. Il est remplacé comme observateur permanent près le Conseil de l'Europe par Mgr Marco Ganci (en).
Le 25 janvier 2020, le pape François l'envoie comme nonce apostolique au Zimbabwe (en).
Le 19 juillet 2023, le pape François le nomme nonce apostolique en Colombie (en).